# Eudora (Software)
Eudora ist ein E-Mail-Programm für Microsoft Windows, Mac OS und Linux, das nach der amerikanischen Autorin Eudora Welty benannt ist.
Das Programm wurde 1988 von Steve Dorner während seiner Studienzeit an der Universität von Illinois entwickelt. 1991 übernahm das Unternehmen Qualcomm, ein in der Forschung und Entwicklung von Kommunikationstechnik tätiges Unternehmen, die Entwicklung und den Vertrieb der Software.
Ursprünglich existierten mit einer Free- und einer Pro-Variante zwei Versionen von Eudora. Zuletzt gab es drei unterschiedliche Varianten: Adware, Payware und den klassischen Light-Modus mit eingeschränkter Funktionalität. Der technische Support für Eudora wurde inzwischen eingestellt.

## Merkmale
- unterstützt POP3, IMAP und SMTP
- multiple Adressbücher mit Filtermöglichkeit
- Suchfunktion (ab Ver. 7 beschleunigt)
- Verwaltung mehrerer E-Mail-Accounts
- automatische Buchstabenzählfunktion
- Formatierungs-Tool (hilft, Text leserlicher und übersichtlicher zu gestalten)
- unterstützt das Importieren ganzer Mailboxen und Adressbücher aus anderen E-Mail-Clients wie Outlook Express oder Mozilla Thunderbird
- Emoticons
- SpamWatch
- OpenSSL

### Vorteile
Ein Vorteil ist, dass Eudora nicht zwingend eine Installation benötigt. So eignet es sich für den Gebrauch auf externen Festplatten oder USB-Sticks.

### Schwächen
Eudora ignoriert die angegebene Zeichenkodierung ankommender Nachrichten (vgl. MIME-Typen) und stellt sie deshalb oft falsch oder unleserlich dar.

## Weitere Entwicklung
Mit Erscheinen der Version 7.1 im Herbst 2006 hat Qualcomm bekannt gegeben, Eudora nicht weiter als kommerzielles Produkt zu verfolgen. Weiterentwickelt wurde es seitdem unter dem Projektnamen Penelope als Open-Source-Programm, das technisch auf Mozilla Thunderbird aufbaut, sich aber in der Nutzung an Eudora orientieren soll. Die letzte Version von Eudora OSE (Open Source Edition) 1.0 vom 13. September 2010 basierte auf Thunderbird 3.0.4.
Am 22. Mai 2018 gaben Qualcomm und das Computer History Museum bekannt, dass die Eigentumsrechte an Software und Domain übergeben wurde, sodass der Quellcode der zuletzt kommerziellen Versionen für Windows (7.1) und Macintosh (6.2.4) unter der freien BSD-Lizenz zur privaten und gewerblichen Nutzung heruntergeladen werden kann. Auf der Grundlage des veröffentlichten Quellcodes ist das Projekt HERMES entstanden, dessen Ziel es ist, veraltete und nicht lizenzfreie Komponenten durch neuen Code zu ersetzen sowie neue Funktionen hinzuzufügen, mit denen Power-User als Nutzer gewonnen werden sollen.